# OTA-bøgerne
OTA-bøgerne, officielt "OTA"s Boggave, er fællesbetegnelsen for en række meget udbredte danske børnebøger i mellemkrigstiden. Der var i alt 160 OTA-bøger, som tilsammen blev udgivet i mere end 1,2 millioner eksemplarer i perioden fra 1924 til 1942. De kunne ikke købes i boghandler, men udelukkende anskaffes ved at samle mærker fra OTA-fabrikkernes morgenmadspakker, især havregryn.
OTA-bøgerne var en effektiv reklame, der satte gang i salget af OTAs morgenmadsprodukter. Samtidig udgjorde de med deres store oplagstal en væsentlig andel af børns og unges læsestof i hele perioden.

## Historie
Ideen til bøgerne kom fra OTAs daværende direktør Andreas Boesen, og formålet var reklame: at forøge salget af OTAs produkter. De første bøger kom i 1924, og da fabrikken allerede efter de første få udgivelser oplevede en kraftig stigning i salget af morgenmadsprodukterne, fortsatte bogudgivelserne de næste mange år indtil 1942, hvor en ny lov forbød denne måde at give gaver på i forbindelse med varesalg. På det tidspunkt var bøgernes samlede salg nået op på over 1,2 millioner eksemplarer, og de i alt 160 titler var dermed blandt de mest udbredte børnebøger i Danmark i perioden 1924-1942.
I begyndelsen blev bøgerne udgivet i samarbejde med Gyldendal, og nogle af udgivelserne, som serien med Grimms eventyr i 1925, var identiske med tilsvarende udgivelser solgt af Gyldendal på egen hånd (i dette tilfælde "Gyldendals Æventyrbøger" fra 1923). Fra 1930 ser der dog ikke ud til at have været noget samarbejde, og OTA har alene stået for udgivelserne.

## Bøgerne
Bøgerne udkom i en række forskellige serier med navne som "På eventyr gennem Danmarkshistorien", "Dyrefortællinger", "Fortællinger", "Folkeeventyr" og serien "Fortællinger fra danske byer og egne". Hver serie var på 2, 4, 8 eller 12 bind, der havde sin særskilte farve på forsiden, og hver bog var typisk på ca. 80 sider og indeholdt en række små fortællinger, ofte omkring en halv snes. I alt udkom der 160 OTA-bøger.
Bøgerne var meget opbyggelige lagt an, forsynet med omslag, der typisk viste sunde, smilende og vandkæmmede børn, der både spiste havregryn og læste bøger. De var som regel forsynet med en kort historisk indledning og mindede om folkeeventyr i deres grundlæggende opbygning og pointer.

### De enkelte fortællinger
Fortællingerne har navne som „Orkanens Helt", „En Høvdings Søn", „Den klogeste Sejrer", „Nissen gør Gavn", „Spådomme om Frederik den Tredie", „Absalons Løfte", „Den nysgerrige Frits", „Gavialen", „Lommeuret", „Lossen" og „Spøgelset på Kronborg".
I flertallet af fortællingerne møder læseren en lille dreng eller pige, der kommer fra fattige kår og kun som følge af sin store godhed, flid og begavelse når frem til en passende position, som barnets godhed gør det berettiget til. I dyrefortællingerne følges den samme skabelon. Her er det blot et dyr, der indtager helterollen. Efter en beskrivelse af dyrets adfærdsmønster følger en historie om dets grundlæggende mod, klogskab og godhed på samme måde som hos det gode og fattige barn.
Med deres moralsk opbyggelige karakter, (som regel) lykkelige slutning og kombination af underholdende, opdragende og oplysende aspekter var historierne typiske for tidens børnebogsproduktion, og med deres store oplagstal udgjorde en betydelig del af børns og unges litterære oplysning i hele perioden.

## Forfattere og illustrator
Blandt forfatterne til de originale OTA-historier var den senere landskendte TV-vært zoologen Ingvald Lieberkind, der bidrog med dyrefortællinger, børnebogsforfatteren Torry Gredsted, teologen og historielæreren Peter Falk Rønne samt pseudonymet Ada Hensel. Bag dette pseudonym stod Andreas Boesens to døtre, Ulrikka Eleonora (gift Nørgaard) og Caja Gudrun (gift Orsi). Især Rønne og de to Boesensøstre udviklede et sikkert greb om den særlige genre, som OTAs fortællinger udviklede sig til. Tegneren Oscar Knudsen leverede tegninger til både Lieberkinds dyrefortællinger og Falk Rønnes og Ada Hensels historie og stod derfor for langt de fleste af OTA-bøgernes illustrationer i det hele taget.
I de første år rummede OTA-bøgerne desuden forskellige allerede kendte eventyr fra blandt andet H.C. Andersen og brødrene Grimm. I 1928-1929 udkom en serie på fire bind med dyrefortællinger efter Svend Fleurons romaner.